# Roger Zami
Roger Zami (* 1. Januar 1941 in Le Gosier, Guadeloupe; † 28. November 1977) war ein französischer Boxer. Er war Europameister der Berufsboxer im Super-Leichtgewicht.

## Werdegang
Roger Zami wurde in Le Gosier, in der französischen Überseeprovinz Guadeloupe geboren. Mit 20 Jahren kam er als Soldat nach Frankreich. Zunächst lebte er in Saint-Nazaire. Später ging er nach Issoudun und kam dort durch einen Freund zum Boxen. Er wurde Mitglied des Box-Clubs Isoldunois und wurde von Michel Thoraud trainiert. Als Amateurboxer erzielte er einige gute Ergebnisse und war kurz vor der Aufnahme in das französische Nationalteam. Er entschied sich aber anders und wechselte zu den Berufsboxern.
Er lebte als Profi hauptsächlich in Paris und wurde in den Box-Stall von Jean Bretonnel aufgenommen. Bei einer Größe wog er ca. 65 kg und wurde ein sehr schlagkräftiger Boxer, der von seinen Kämpfen mehr als die Hälfte durch K. o. gewann.
Seinen ersten Kampf bestritt er am 24. Oktober 1964 in Saint-Nazaire im Super-Leichtgewicht und besiegte dabei seinen Landsmann Jean Claude Lepolard nach Punkten. Eine bittere Niederlage musste er am 8. Dezember 1965 in Tours hinnehmen, als er von seinem eher zweitklassigen Gegner Michel Bisseur eine K.-o.-Niederlage hinnehmen musste.
Roger Zami überwand diese Niederlage aber rasch und blieb in den nächsten 15 Kämpfen ungeschlagen. Am 31. März 1969 bestritt er in Paris seinen ersten Titelkampf. Es ging um die französische Meisterschaft im Super-Leichtgewicht. Der Kampf verlief für Roger Zami nicht gut, denn er verlor gegen den Titelträger René Roque durch K. o. Am 12. Januar 1970 wurde er dann aber in Paris doch französischer Meister im Super-Leichtgewicht durch einen Techn. K.-o.-Sieg über Baldassare Picone. Am 16. November 1970 boxte Roger Zami in Paris wieder gegen René Roque. Es ging diesmal um den Europameistertitel im Super-Leichtgewicht und Roger Zami verlor wieder, diesmal aber nur nach Punkten.
Am 3. April 197 verteidigte er in Fort-de-France durch einen Techn. K.-o.-Sieg über Baldassare Picone und am 6. November 1971 in Lyon durch einen weiteren Techn. K.-o.-Sieg über Maurice Tavant den französischen Meistertitel im Super-Weltergewicht noch zweimal.
Am 28. Februar 1972 wurde Roger Zami dann in Paris mit einem Punktsieg über den Italiener Sandro Lopopolo Europameister im Super-Leichtgewicht. Diesen Titel verlor er aber am 1. Oktober 1972 schon wieder, weil er in Istanbul gegen den mit einer österreichischen Lizenz boxenden Türken Cemal Kamaci nach Punkten verlor. Am 7. April 1973 verteidigte er in Dünkirchen den französischen Meistertitel mit einem K.-o.-Sieg über Bernard Creton noch einmal.
Die Chance, noch einmal Europameister im Super-Leichtgewicht zu werden, konnte er aber am 20. April 1974 in Barcelona im Kampf gegen den Spanier Antonio Ortiz nicht wahrnehmen. Er verlor diesen Kampf durch Techn. K. o.
Seinen letzten Kampf bestritt Roger Zami am 17. August 1974 in Johannesburg. Er verlor dort gegen Kokkie Olivier, einen Südafrikaner, nach Punkten.
Roger Zami ist bereits im Alter von 36 Jahren am 28. November 1977 verstorben. Ihm zu Ehren wurde in Le Gosier ein Fußball-Stadion nach ihm benannt.

## Titelkämpfe von Roger Zami
| Datum      | Ort            | um den Titel von | Gewichtsklasse | Ergebnis                                            |
| 31.3.1969  | Paris          | Frankreich       | Super-Leicht   | K.O.-Niederlage gegen René Roque                    |
| 12.1.1970  | Paris          | Frankreich       | Super-Leicht   | Techn. K.O.-Sieg über Baldassare Picone             |
| 16.11.1970 | Paris          | Europa (EBU)     | Super-Leicht   | Punktniederlage gegen René Roque                    |
| 3.4.1971   | Fort-de-France | Frankreich       | Super-Leicht   | Techn. K.O.-Sieg über Baldassare Picone             |
| 6.11.1971  | Lyon           | Frankreich       | Super-Leicht   | Techn. K.O.-Sieg über Maurice Tavant                |
| 28.2.1972  | Paris          | Europa (EBU)     | Super-Leicht   | Punktsieg über Sandro Lopopolo, Italien             |
| 1.10.1972  | Istanbul       | Europa (EBU)     | Super-Leicht   | Punktniederlage gegen Cemal Kamaci                  |
| 7.4.1973   | Dünkirchen     | Frankreich       | Super-Leicht   | K.O.-Sieg über Bernard Creton                       |
| 30.4.1974  | Barcelona      | Europa (EBU)     | Super-Leicht   | Techn. K.O.-Niederlage gegen Antonio Ortiz, Spanien |